# بلو كروس أرينا
بلو كروس أرينا (بالإنجليزية: Blue Cross Arena)‏ هي ساحة داخلية متعددة الأغراض تقع في مدينة روتشستر، نيويورك.